# Kosatica
Kosatica (en serbe cyrillique : Косатица) est un village de Serbie situé dans la municipalité de Prijepolje, district de Zlatibor. Au recensement de 2011, il comptait 296 habitants.
Kosatica est également connue sous le nom de Donja Kosatica. À proximité, il existe aussi un village appelé Gornja Kosatica.

## Démographie

### Évolution historique de la population
| 1948  | 1953  | 1961  | 1971  | 1981 | 1991 | 2002 | 2011 |
| ----- | ----- | ----- | ----- | ---- | ---- | ---- | ---- |
| 1 032 | 1 182 | 1 255 | 1 138 | 904  | 550  | 353  | 296  |

|  |